# Domitius Epictetus
Domitius Epictetus (sein Praenomen ist nicht bekannt) war ein im 2. oder 3. Jahrhundert n. Chr. lebender Angehöriger der römischen Armee.
Durch eine Inschrift, die beim Kastell Arbeia gefunden wurde und die auf 121/300 datiert wird, ist belegt, dass Epictetus Angehöriger einer Militäreinheit war (commilitonibus). Laut John Spaul und Eric Birley war er Präfekt der Cohors V Gallorum, die in der Provinz Britannia stationiert war.